# 潘菲利
50°12′25″N 31°46′7″E / 50.20694°N 31.76861°E
潘菲利（烏克蘭語：Панфили）是位於烏克蘭北部的村莊，由基辅州鲍里斯皮尔区的亞霍滕市鎮負責管轄。該村始建於1723年，面積2平方公里，海拔高度128米，2001年人口1,078，人口密度每平方公里539人。